# Liste der Biografien/Smithe
Liste der Biografien |
Portal Biografien |
Personensuche
# |
A |
B |
C |
D |
E |
F |
G |
H |
I |
J |
K |
L |
M |
N |
O |
P |
Q |
R |
S |
T |
U |
V |
W |
X |
Y |
Z |
?
 
Sa |
Sb |
Sc |
Sd |
Se |
Sf |
Sg |
Sh |
Si |
Sj |
Sk |
Sl |
Sm |
Sn |
So |
Sp |
Sq |
Sr |
Ss |
St |
Su |
Sv |
Sw |
Sy |
Sz
 
Sma |
Smb |
Sme |
Smi |
Smj |
Smo |
Smr |
Smu |
Smy
 
Smia |
Smic |
Smid |
Smie |
Smig |
Smij |
Smik |
Smil |
Smir |
Smis |
Smit
 
Smita |
Smite |
Smith |
Smitk |
Smitr |
Smits |
Smitt
 
Smith, A |
Smith, B |
Smith, C |
Smith, D |
Smith, E |
Smith, F |
Smith, G |
Smith, H |
Smith, I |
Smith, J |
Smith, K |
Smith, L |
Smith, M |
Smith, N |
Smith, O |
Smith, P |
Smith, Q |
Smith, R |
Smith, S |
Smith, T |
Smith, U |
Smith, V |
Smith, W |
Smith, Y |
Smith, Z |
Smith? |
Smitha |
Smithe |
Smithi |
Smiths |
Smithw |
Smithy
Die Liste der Biografien führt alle Personen auf, die in der deutschsprachigen Wikipedia einen Artikel haben. Dieses ist eine Teilliste mit 9 Einträgen von Personen, deren Namen mit den Buchstaben „Smithe“ beginnt.

## Smithe
- Smithe, William (1842–1887), kanadischer Politiker

### Smither
- Smitherman, George (* 1964), kanadischer Politiker
- Smithers, Christian (* 1992), mexikanischer Eishockeyspieler
- Smithers, Don (* 1933), US-amerikanischer Musikhistoriker
- Smithers, Joy (* 1963), australische Schauspielerin
- Smithers, Nathaniel B. (1818–1896), US-amerikanischer Politiker
- Smithers, Peter (1913–2006), britischer Politiker, Mitglied des House of Commons, Botaniker und Generalsekretär des Europarates
- Smithers, Reay (1907–1987), südafrikanischer Zoologe, Museumsdirektor und Autor
- Smithers, William (* 1927), US-amerikanischer Schauspieler